# Sarphatipark 63
Het gebouw Sarphatipark 63 is een herenhuis aan het Sarphatipark (noordzijde) in De Pijp te Amsterdam-Zuid. 
Het pand is ontworpen door de architecten Pieter Jacobus de Kam en Leendert Hartog. Van beiden is in Amsterdam verder weinig werk terug te vinden. De Kam keerde terug naar zijn geboorteplaats in Zeeland en Hartog vertrok naar Nijmegen.

## Bouwwerk
De bouwstijl is eclectisch en ruim van opzet. De stijl is terug te vinden aan de gehele noordkant van het Sarphatipark, maar dit bouwwerk valt op door een afwijkende constructie.
Bijzonderheden zijn:
- een afwijkende kleur van het gebruikte baksteen, meer gelig dan elders; en uitgesproken oranje bakstenen in de raambogen
- balkons op de 1e en 2e etage die twee ramen breed zijn, terwijl het pand drie raamgangen breed is
- de balkondragers zijn gedecoreerd met leeuwenkoppen
- de dakkapel is eveneens over twee raamgangen verdeeld, de derde raamgang is bovenaan afgewerkt met een puntdakje.

De bouwtekeningen zijn gedateerd op februari 1895, een flink aantal jaren later dan de panden met een lager huisnummer. Op de tekeningen is de naam Sarphatipark al gegeven, dit in tegenstelling tot de bouwtekeningen van de buurpanden die steeds de oude straatnaam 'Jan Steenstraat' vermelden. Het gebouw werd positief besproken in het blad 'Vademecum der Bouwvakken' met daarbij de opmerking: "Niet altijd bestaat er de gelegenheid, al is de wil van den bouwmeester ook nog zoo goed, om aan een woonhuis een sierlijken gevel te geven".

## Architecten
Pieter Jacobus de Kam was afkomstig uit Wissenkerke, toen nog een zelfstandige gemeente op Noord-Beveland. Hij werd in 1842 geboren en haalde in 1861 een diploma in de 2e klasse der bouwkunde. Hij ontwikkelde zich verder van plaatselijk timmerman via boer tot uiteindelijk architect in Amsterdam. Hij keerde terug naar Wissenkerke en emigreerde daarna waarschijnlijk naar de Verenigde Staten of Canada. Zijn collega Leendert Hartog (Bleiswijk, 1868-Nijmegen, 1925) was afkomstig uit Kralingen en had samen met een andere De Kam (Jacobus Jan) een houtdraaierij. Hartog was getrouwd met Maria Cornelia de Kam, de dochter van de hierboven genoemde Pieter Jacobus de Kam en Adriana Josina Tazelaar. Hij werd later directeur van Hartog & Co, ook wel Asphaltfabriek Holland genoemd,te Nijmegen.